# Radu Gînsari
Radu Gînsari (n. 10 decembrie 1991, Chișinău) este un fotbalist din Republica Moldova, care în prezent evoluează la clubul Krîlia Sovetov pe postul de mijlocaș.

## Palmares
Zimbru Chișinău
- Cupa Moldovei (1): 2013–14

## Viața personală
Pe lângă cetățenia Republicii Moldova, Radu Gînsari mai deține și cetățenia României, se declară public ca fiind de român și susține re-unirea Republicii Moldova cu România.